# Aliens in America
 Aliens in America was een Amerikaanse sitcom die werd uitgezonden op The CW. De reeks gaat over het leven van Justin Tolchuk (Dan Byrd), een impopulaire tiener uit Medora, Wisconsin. Om zijn populariteit wat op te krikken, haalt zijn moeder een uitwisselingsstudent in huis. Dit wordt Raja Musharaff (Adhir Kalyan), een moslim uit Pakistan. De Tolchuks zijn hier niet op voorbereid, maar ontvangen hem uiteindelijk wel met open armen.
Er groeien vriendschappen tussen de twee jongens, maar culturele conflicten, misvattingen en het feit dat de Verenigde Staten in angst leven na de aanslagen op 11 september 2001, levert heel wat spanningen en hilarische situaties op.
Franny (Amy Pietz) is Justins overbezorgde moeder, Claire (Lindsey Shaw) is Justins "kleine" zusje (dat ineens snel groot is geworden) en Gary (Scott Patterson) is Justins vader, die een alpaca-boerderij houdt in de achtertuin.
De reeks kreeg lovende kritieken, maar de kijkers bleven massaal weg, waardoor de reeks afgevoerd werd na het eerste seizoen. De serie wordt in Nederland sinds januari 2011 uitgezonden op Veronica. In Vlaanderen loopt de reeks sinds 8 januari 2011 op VT4.

## Rolverdeling
| Acteur          | Rol            |
| --------------- | -------------- |
| Dan Byrd        | Justin Tolchuk |
| Adhir Kalyan    | Raja Musharaff |
| Amy Pietz       | Franny Tolchuk |
| Scott Patterson | Gary Tolchuk   |
| Lindsey Shaw    | Claire Tolchuk |

## Afleveringen
| #  | Aflevering                   |
| -- | ---------------------------- |
| 1  | "Pilot"                      |
| 2  | "No Man is An Island"        |
| 3  | "Rocket Club"                |
| 4  | "The Metamorphosis"          |
| 5  | "Help Wanted"                |
| 6  | "Homecoming"                 |
| 7  | "Purple Heart"               |
| 8  | "My Musky, Myself"           |
| 9  | "Junior Prank"               |
| 10 | "Church"                     |
| 11 | "Mom's Coma"                 |
| 12 | "Hunting"                    |
| 13 | "Community Theater"          |
| 14 | "One Hundred Thousand Miles" |
| 15 | "The Muslim Card"            |
| 16 | "Smutty Books"               |
| 17 | "Wake in the Lake"           |
| 18 | "Raja Sixteen"               |